# Gadu (Sambong)
Gadu is een bestuurslaag in het regentschap Blora van de provincie Midden-Java, Indonesië. Gadu telt 3621 inwoners (volkstelling 2010).